# Riesen-Elenantilope
Die Riesen-Elenantilope (Taurotragus derbianus), auch Riesenelen genannt, ist eine in Afrika lebende Antilopenart. Trotz ihres Namens gleicht sie in ihren Ausmaßen der Gewöhnlichen Elenantilope, weist aber deutlich größere Hörner auf.

## Merkmale
Riesen-Elenantilopen gleichen in ihrem Körperbau mit dem massiven Rumpf und den schlanken Gliedmaßen den Gewöhnlichen Elenantilopen. Sie erreichen eine Kopf-Rumpf-Länge von 2,2 bis 2,9 Metern und eine Schwanzlänge von rund 90 Zentimetern. Ihre Schulterhöhe beträgt rund 1,5 bis 1,8 Meter und ihr Gewicht 400 bis 900 Kilogramm, wobei die Männchen größer als die Weibchen sind.
Ihr Fell ist rötlich-braun gefärbt und zeigt einige weiße Querstreifen am Rumpf. Eine kurze Mähne erstreckt sich am Nacken und am Rücken. Direkt über den Hufen sowie auf den Vorderbeinen haben sie schwarze Flecken. Das Gesicht ist durch einen schwarzen Fleck auf der Nase und durch weiße Lippen charakterisiert. Eine behaarte Wamme, bei Männchen größer als bei Weibchen, erstreckt sich im Bereich des Halses und der Brust, diese ist zum Teil schwarz gefärbt, wobei sich diese Schwarzfärbung auch auf den oberen Nacken erstrecken kann. Ebenfalls schwarz ist die Quaste am Ende des langen Schwanzes.
Beide Geschlechter tragen eng gedrehte, gerade Hörner, die bei den Männchen V-förmig auseinanderstehen und bis zu 1,2 Meter lang werden können.

## Verbreitung und Lebensraum

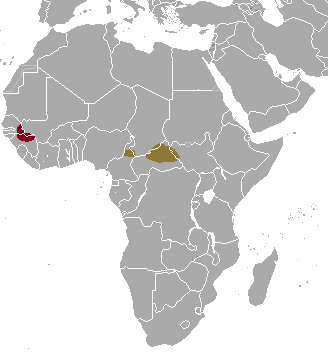
Heutiges Restverbreitungsgebiet der Westlichen Riesen-Elenantilope (rotbraun) und der Östlichen Riesen-Elenantilope (olivbraun)

Das ursprüngliche Verbreitungsgebiet der Riesen-Elenantilopen erstreckte sich über die Savannenzone vom Senegal bis in den südlichen Sudan und Uganda. Heute ist dieses Gebiet stark verkleinert und zweigeteilt. Die westliche Population kommt nur mehr im Senegal und möglicherweise in angrenzenden Regionen in Guinea und Mali vor. Die östliche Population lebt im nördlichen Kamerun, der Zentralafrikanischen Republik und dem südlichen Sudan. Ihr Lebensraum sind Savannen und offene Waldgebiete.

## Lebensweise

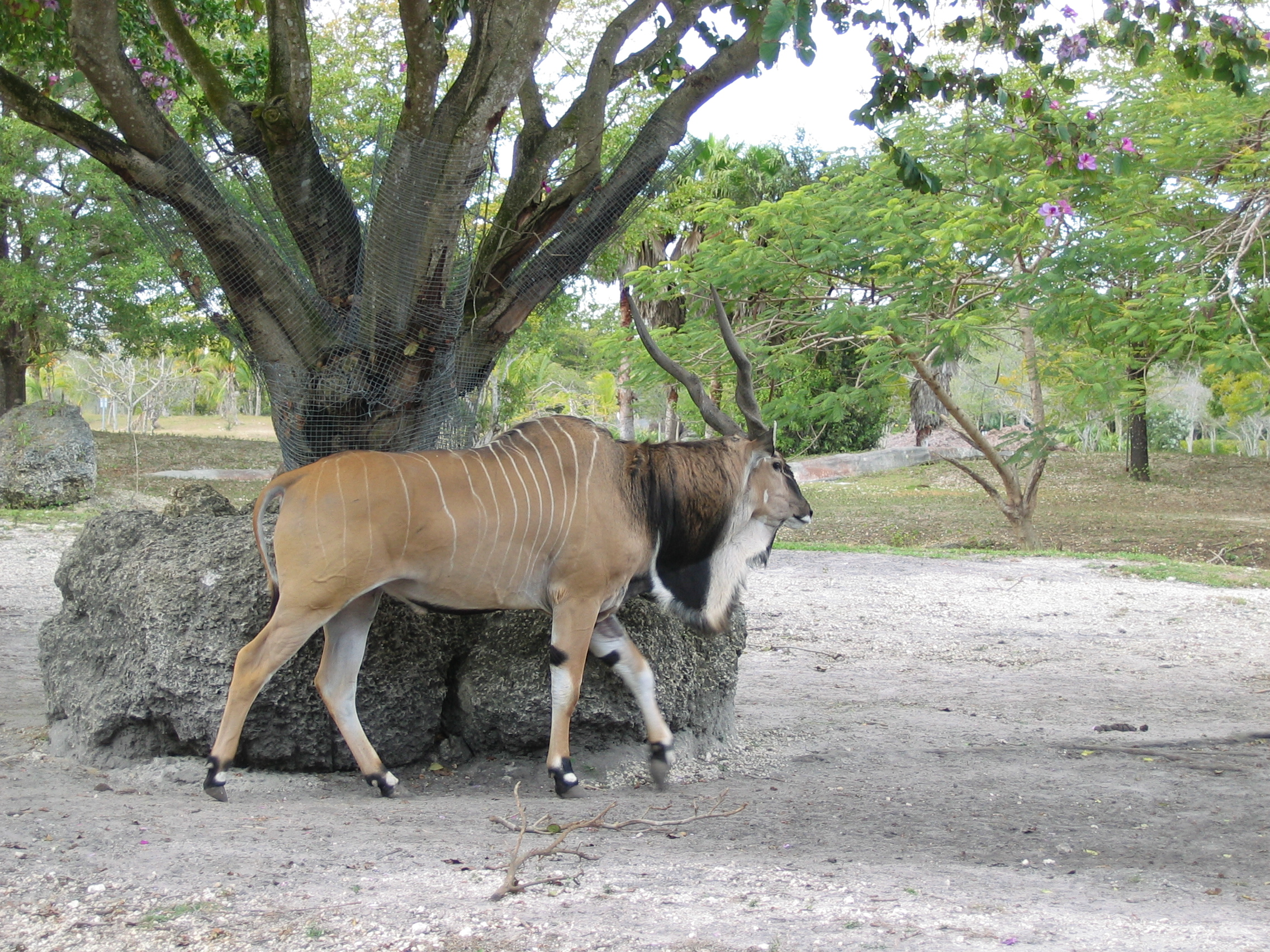
Riesen-Elenantilope

Riesen-Elenantilopen leben in Herden, die bis zu 60, meist aber 15 bis 25 Tiere umfassen. Im Gegensatz zu vielen anderen Antilopenarten teilen sich die Herden während der Regenzeit nicht auf, unternehmen aber je nach Jahreszeit längere Wanderungen. Diese Tiere sind vorwiegend dämmerungs- oder nachtaktiv, tagsüber ruhen sie im Schatten von Bäumen. Sie sind Pflanzenfresser, die sich vorwiegend von Blättern, Früchten und Gräsern ernähren.
Nach einer rund neunmonatigen Tragzeit bringt das Weibchen meist ein einzelnes Jungtier zur Welt, das nach rund sechs Monaten entwöhnt wird. Weibchen erreichen mit zwei bis drei und Männchen mit vier bis fünf Jahren die Geschlechtsreife.

## Bedrohung

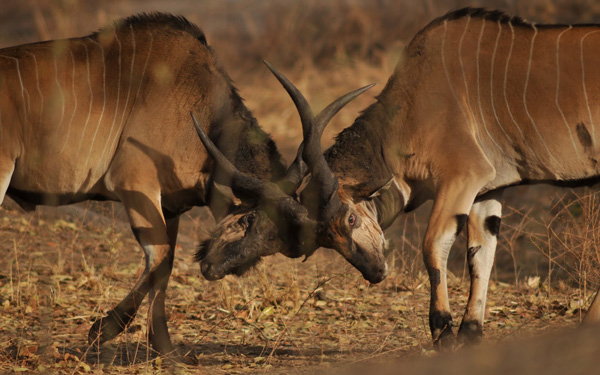
Riesen-Elenantilopen im Kampf

Wie bei vielen afrikanischen Antilopen stellen die Bejagung und die Zerstörung des Lebensraums die Hauptgefährdungen dar. Von der westlichen Unterart gibt es nur mehr rund 1000 Tiere, die größtenteils im Niokolo-Koba National Park im südöstlichen Senegal leben. Diese Unterart wird von der IUCN als „vom Aussterben bedroht“ (critically endangered) gelistet, während die östliche Unterart und damit auch die Art als Ganzes als „nicht gefährdet“ (least concern) eingestuft wird.

## Systematik
Früher wurde die Riesen-Elenantilope als Unterart der Gewöhnlichen Elenantilope geführt, sie wird heute jedoch als eigenständige Art betrachtet. Gemeinsam bilden sie die Gattung der Elenantilopen, die innerhalb der Hornträger in die Unterfamilie der Bovinae eingeordnet wird. Das Artepitheton derbianus ehrt den englischen Politiker und Naturforscher Edward Smith Stanley, Earl of Derby.
Entsprechend dem zweigeteilten Verbreitungsgebiet werden zwei Unterarten unterschieden, die Westliche Riesen-Elenantilope (Taurotragus derbianus derbianus) und die Östliche Riesen-Elenantilope (T. d. gigas).